# Salvia subglabra
Salvia subglabra là một loài thực vật có hoa trong họ Hoa môi. Loài này được (Urb.) Urb. miêu tả khoa học đầu tiên năm 1926.